# Giuseppe de Trizio
Giuseppe De Trizio (Bari, 31 luglio 1972) è un chitarrista, compositore e attore italiano.
Musicista fondatore del gruppo musicale italiano Radicanto, ha collaborato con altri autori e musicisti italiani. È autore di alcune colonne sonore per il cinema e la televisione.

## Biografia
All'età di nove anni inizia lo studio della chitarra classica e successivamente del mandolino.
Dopo lo studio del repertorio di musica classica, inizia un percorso di ricerca sulla musica popolare italiana del Sud e sulla musica etnica di matrice irlandese, balcanica,  portoghese, nordafricana, sefardita, brasiliana e argentina.
Inizia la sua carriera concertistica come chitarrista e mandolinista, eseguendo musica popolare e musica d'autore di genere pop, rock e jazz. 
Nel 1996 dà vita al gruppo musicale Radicanto. Nel 1999 esce il primo cd autoprodotto, Echi di gente. Nel 2000 è tra i soci fondatori di Cupacupa, già portale italiano di world music.
È del 2001 il primo contratto discografico con la CNI) di Paolo Dossena, per l'album Terra arsa, cui seguono altri album e raccolte, frutto sia di progetti con i Radicanto e con i Tabulè (gruppo da lui costituito su un progetto musicale etnojazz), sia di ulteriori progetti che vedono la collaborazione con diversi artisti.
Cura i progetti "Confini Labili", laboratorio sulla musica d'autore, "Egira", con l'organettista Mario Salvi, sino a giungere alla produzione teatrale Craj con Teresa De Sio, Giovanni Lindo Ferretti, Matteo Salvatore, Uccio Aloisi e I Cantori di Carpino.
Nel 2004 registra il nuovo lavoro discografico di Teresa De Sio A Sud! A Sud!, prodotto da Maria Laura Giulietti. Nello stesso anno Craj diventa un film diretto dal regista Davide Marengo, che si aggiudica nel 2005 il premio Miccichè per la migliore opera prima al Festival del cinema di Venezia e consegue la nomination ai Nastri d'argento e al Ciak d'Oro 2006.
Inizia la sua attività di produttore discografico con il primo album della band Anonima Folk, vincitrice del Premio De André 2004, in collaborazione con Coccodrillo Edizioni Musicali e Venus Dischi.
Dal 2005 è in tournée con la De Sio e Raiz come chitarrista e mandolinista.
Nel 2006 è direttore artistico del Fornaci Festival, Summonte (Av) e dello Japigia Event per il comune di Bari.
Compone ed esegue colonne sonore per il cinema (La Casa delle donne, Resh Film, Il tramite, Rai Cinema, Mia figlia fa la madonna, Accademia Nazionale del Cinema di Dublino) e per la Rai (Tg3 Primo Piano, Terre da Musica, Lineablu, Mediterraneo).
Nel 2007 è finalista con Radicanto, con il brano Cedo il passo, al Premio Musicultura (ex Premio Recanati), con cui incide l'omonima raccolta.
Assume la direzione artistica della rassegna “Musica in Festa” (organizzata dal Consorzio Centrale dell'Arte, dal comune di Bari, dalla Fondazione lirico sinfonica Teatro Petruzzelli e dall'Ente Fiera del Levante), della rassegna "Puglia d'Autore" presso il Teatro Abeliano di Bari, del festival "Popul'Aria" per il Comune di Bari.
Nello stesso anno incide l'album Sacco e fuoco con Teresa De Sio, portandolo in tournée nazionale, e l'album Uno, curando la preproduzione e la scrittura delle armonie con Raiz per la major Universal Music, insieme agli artisti Bill Laswell, Hamid Drake, Roy Paci ed Eraldo Bernocchi.
Seguono la tournée invernale, partendo dal live@MTV, ed estiva con la band degli SteelA, partecipando alla trasmissione musicale Scalo ‘76 su Rai Due ed esibendosi in esecuzione live in una riedizione in chiave reggae di Piazza Grande con Lucio Dalla.
Collabora con il cantautore Tony Blescia, con la band romana dei Ned Ludd e con il cantautore partenopeo Michele Contegno.
Nel 2008 esce l'album dei Radicanto Il mondo alla rovescia, realizzato in duo con Fabrizio Piepoli, con il quale è finalista al Premio Tenco. 
Dal 2009 è direttore artistico del festival musicale "Di Voce in Voce", curato da Radicanto (Maria Giaquinto, Fabrizio Piepoli, Adolfo La Volpe, Francesco De Palma e Giovanni Chiapparino), con il sostegno della Regione Puglia, del Comune di Bari, del comune di Bitonto e di Puglia Sounds.
Nel 2012 con Raiz & Radicanto entra nella prestigiosa World Music Charts of Europe grazie all'album Casa (finalista Targhe Tenco dello stesso anno). 
Nel 2014 con Raiz compone un brano per la fiction Rai L’oro di Scampia con Giuseppe Fiorello per la regia di Marco Pontecorvo.
Compone insieme a Mirko Signorile, Adolfo La Volpe e Paolo Pace le musiche dello spettacolo Hell in the Cave prodotto dalle Grotte di Castellana. 
Dal mese di settembre 2014 con l'album Oltremare dei Radicanto si attesta per quattro mesi nella top ten della World Music Charts of Europe e giunge al 26º posto della classifica annua, primo cd italiano. Nel mese di dicembre fonda a Bari presso gli studi Crescendo la Scuola di World Music dei Radicanto.
Ha partecipato a incisioni, interventi televisivi e spettacoli di teatro e musica con Dario Fo, Roberto Saviano, Lucio Dalla, Mauro Pagani, Planet Funk, Alessandro Haber, Eugenio Bennato, Pietra Montecorvino, Almamegretta, Lucilla Galeazzi, Pino De Vittorio, Roberto Ottaviano, Gabriella Aiello, il jazzista newyorkese Frank London, Enrico Fink.
Dal 1996 in teatro collabora con la compagnia “Piccolo Teatro di Bari” per gli spettacoli “Jarche Vasce” per la regia di Michele Mirabella, e “Jarche Jalde”, per la regia di Eugenio D'Attoma.
È docente di legislazione e contrattualistica nel settore dello spettacolo, docente in percorsi di formazione nel settore dell'industria creativa e in laboratori di Arti sceniche.
Nel 2017 pubblica il suo primo cd solista "Flumine", 15 composizioni originali per chitarra classica e mandolino eseguite dal solo Giuseppe De Trizio, prodotto dall'etichetta discografica romana Edizioni Musicali III Millennio.
Dal 2021 è il Coordinatore Nazionale della SLC CGIL per la musica.

## Discografia

### Album
- 1999 - Echi di Gente, Radicanto
- 2001 - Terra arsa, Radicanto (CNI)
- 2002 - Lettere migranti, Radicanto (CNI)
- 2003 - La casa delle donne (colonna sonora originale), Radicanto CNI)
- 2003 - Marie Merci, Tabulè (CNI)
- 2003 - Taranteria, Mario Salvi (Finisterre)
- 2003 - Aldilà, Radicanto e Anonima GR (C&M)
- 2003 - A Sud! A Sud!, Teresa De Sio(Edizioni Musicali Coccodrillo, Venus Dischi)
- 2005 - La corsa, Radicanto (CNI, Edizioni Musicali Coccodrillo, Venus Dischi)
- 2005 - Anonima Folk, Anonima Folk (Edizioni Musicali Coccodrillo, Venus Dischi)
- 2007 - Sacco e Fuoco, Teresa De Sio (Edel Music)
- 2007 - Uno, Raiz (Universal Music)
- 2007 - Work & Dignity, Ned Ludd
- 2015 - Del viaggio, della polvere, Michele Contegno & La grande bevuta (Bhoomans Italia)
- 2008 - Sacco e Fuoco Deluxe (Edel Music)
- 2008 - Fino alla fine, Tony Blescia (SubSide Records)
- 2008 - Riddim a SUD!, Teresa De Sio, Roy Paci, Radicanto, Après la classe, Mau Mau (gruppo musicale), Ginevra Di Marco, Raiz, Peppe Voltarelli, Ambrogio Sparagna, AAVV (Edel Music)
- 2008 - Il mondo alla rovescia, Radicanto ( Edizioni Musicali III Millennio)
- 2009 - Dico a tutti così, Roberta Carrieri (X Beat, Goodfellas)
- 2011 - Bellavia, Radicanto ( Edizioni Musicali III Millennio, Audioglobe)
- 2011 - Ya!, Raiz (Universal Music, Emi edizioni musicali)
- 2012 - Casa, Raiz & Radicanto (Arealive, Edel Music)
- 2013 - Le fanciulle di Auschwitz, Federico Pirro & Radicanto audiolibro (Il Grillo Editore)
- 2013 - Voci di frontiera, Maria Giaquinto & Radicanto (Edizioni Musicali III Millennio)
- 2014 - Oltremare, Radicanto (Arealive, CNI)
- 2016 - Memorie di Sale, Radicanto (Arealive, ICompany, Puglia Sounds)
- 2016 - Passione, Lillino Dardes (Megasound Records)
- 2016 - Hell in the Cave Original Soundtrack (Megasound Records)
- 2017 - Flumine, Giuseppe De Trizio (Edizioni Musicali III Millennio)
- 2018 - Neshama, Raiz & Radicanto (Arealive s.r.l./Puglia Sounds)
- 2019 - Le Indie di Quaggiù, Radicanto (Arealive s.r.l./Puglia Sounds)

### Compilation
- 2000 - Tarantula Rubra, (Radio Onda Rossa), AAVV/Radicanto
- 2001 - Musiche dal Mondo ‘Il flauto’, (Fratelli Fabbri Editori), AAVV/Radicanto
- 2002 - Musiche dal Mondo ‘La fisarmonica’, (Fratelli Fabbri Editori), AAVV/Radicanto
- 2002 - Ombre Rosse, (CNI/Blond Records), AAVV/Radicanto
- 2004 - New Age, AAVV/Radicanto
- 2004 - Italia - Atlante di musica tradizionale -  vol. 3, (Felmay)
- 2007 - Musicultura
- 2009 - Incanti di Pace (Club della canzone d'autore/AA.VV., Barisera)
- 2009 - SalottoLive (AA.VV, Universal Music)
- 2011 - Pugliasounds (AA.VV.)
- 2012 - Pugliasounds (AA.VV.)
- 2013 - Pugliasounds (AA.VV.)
- 2014 - Pugliasounds (AA.VV.)
- 2014 - Pizzica la taranta (AA.VV.) Redland Music/ Swithmuse Music Group/ARNOLDO MONDADORI EDITORE Spa

### Teatro
- 1994 – ‘Lavori in corso’, regia Vittorio Cosentino, Teatro Osservatorio
- 1995 – ‘Gotàn’, regia Anibal Bugoni, Adolfo Recchia, Teatro Le Forche
- 1996 – ‘Mio Fratello era aviatore’, regia Marcello Vitale, Teatro D'Intervento
- 1996 – ‘Camera a sud’, regia Adolfo Recchia, Teatro Le Forche
- 1996 – ‘Mostruosità’, regia Ketty Volpe, autoproduzione
- 1996 - ‘Jarche Vasce’, regia Michele Mirabella, Piccolo Teatro di Bari
- 1997 - ‘Out’, regia Bino Magno, Teatro D'Intervento
- 1998 – ‘La comparsa vanitosa’, regia Domenico Mongelli, Nuove Produzioni Spettacolari
- 1998 - ‘Jarche Jalde’ , regia Eugenio D'Attoma, Piccolo Teatro di Bari
- 1998 – ‘Canto Mediterraneo’, regia Domenico Mongelli, Nuove Produzioni Spettacolari
- 1999 - ‘Storielle D'Estate’ , regia Nietta Tempesta, Piccolo Teatro di Bari
- 2000 – ‘Le avventure di un Cavaliere Medievale’, regia Domenico Mongelli, Nuove Produzioni Spettacolari
- 2001 – ‘700 barese’ regia Franco Spadaro, Compagnia Piccola Ribalta, Piccolo Teatro di Bari Eugenio D'Attoma
- 2003 – ‘Kalusa, Reverie’ regia Domenico Mongelli, Nuove Produzioni Spettacolari
- 2005 – ‘Storie di cantastorie’ regia Domenico Mongelli, Nuove Produzioni Spettacolari
- 2008 – ‘Storia mia non è più’, regia Maria Giaquinto, Radicanto
- 2009 – ‘La favola di Nerino’, regia Maria Giaquinto, Radicanto (Teatro di Figura)
- 2010 – ‘Rapolina’, regia di Maria Giaquinto, Radicanto (Teatro di Figura)
- 2011 – ‘La bella e la bestia’, regia Maria Giaquinto, Radicanto (Teatro di Figura)
- 2012 – ‘Sud e Magia’, regia Maria Giaquinto, Compagnia Teatrale Tiberio Fiorilli
- 2013 – ‘Pulcinella e la magia del Natale’, regia Maria Giaquinto, Radicanto
- 2013 – ‘Lavorare con lentezza’, regia Maria Giaquinto, Radicanto
- 2014 – ‘Arregettanne le Fiirre’, regia Lucio Carella, Agorà Teatro
- 2016 - 'Quanne la Femmene', regia Vito Signorile, con Antonella Genga, Teatro Abeliano

### Colonne Sonore
- 2000  - ‘Mia Figlia fa la madonna’, regia Nino Tropiano  (Dun Laoghaire Institute of Art, Ireland), Radicanto
- 2003  - ‘La Casa delle donne’, regia Domenico Mongelli (Resh Film), Radicanto
- 2004 - ‘Il Tramite’, regia Stefano Reali (Rai Cinema), Radicanto
- 2008  - ‘The Chippers’, regia Nino Tropiano  (Fall films/Irish Film Board, Dublin, Ireland), AA.VV./Radicanto
- 2014  - ‘L'oro di Scampia', regia Marco Pontecorvo  (Picomedia s.r.l.), AA.VV./Raiz & Radicanto
- 2016 - 'Hell in the Cave', regia Enrico Romita (ALEPH Teatro)